# Montcey
Montcey är en kommun i departementet Haute-Saône i regionen Bourgogne-Franche-Comté i östra Frankrike. Kommunen ligger i kantonen Vesoul-Est som tillhör arrondissementet Vesoul. År 2022 hade Montcey 266 invånare.

## Befolkningsutveckling
Antalet invånare i kommunen Montcey
| Referens: INSEE |